# Giacomo Cecconi
Giacomo Cecconi (Fano, 1º maggio 1866 – Fano, 23 agosto 1941) è stato un entomologo e naturalista italiano.

## Biografia
Nacque a Fano nel 1866. Laureatosi nel 1891 all'Università di Bologna, insegnò Entomologia agraria e Geologia forestale. A partire dal 1936 fu rettore dell'Osservatorio fitopatologico per le Marche.
Scrisse numerose opere di zoologia, ecologia e paleogeografia, tra cui il suo testo più noto è il Manuale di entomologia forestale del 1924. Con Alessandro Trotter pubblicò il Cecidotheca Italica, un erbario cecidologico a fascicoli usciti tra il 1900 e il 1918.
Insieme all'abate J. de Joannis descrisse un nuovo lepidottero eritreo del genere Mussidia.
Morì a Fano nel 1941. Sulla sua casa natale è stata posta una lapide commemorativa.

## Opere parziale
- Manuale di entomologia forestale, Firenze, Tipografia del seminario, 1924